# Monchy-au-Bois

Monchy-au-Bois este o comună în departamentul Pas-de-Calais, Franța. În 1 ianuarie 2022 avea o populație de 546 de locuitori.